# Скорпионовый лямбис
Скорпионовый лямбис, или лямбис-скорпион (лат. Lambis scorpius) — вид морских брюхоногих моллюсков из семейства Strombidae.
Высота раковины от 9,5 до 22 см. Раковина толстостенная, крепкая. Общая окраска поверхности раковины, белая, жёлтая или коричневая. Внутренняя губа коричневая с поперечными белыми полосами. Наружная губа фиолетового цвета, по ней проходит широкая коричневая полоса с поперечными белыми полосками. Зубцы белые или с коричневыми кончиками.

## Распространение
Индо-Тихоокеанская область. Обитает на мелководье коралловых рифов на глубине от 3 до 30 м.